# Alpagu
STM Alpagu — барражирующий боеприпас, предназначенный как для разведки и наблюдения, так и для поражения целей за пределами прямой видимости. Разработан турецкой компанией STM.

## История
Необходимость в дешёвых дронах-камикадзе и барражирующих боеприпасов для ВС Турции была очевидна давно. После крупного коммерческого успеха Baykar, другие турецкие компании, производящие беспилотники, были вынуждены включиться в гонку, чтобы занять своё место на рынке беспилотников.
Компания STM, занимающаяся исследованиями в области искусственного интеллекта, начала работу над созданием небольших и дешёвых дронов камикадзе и барражирующих боеприпасов, основной целью которых было автоматическое обнаружение и атака живой силы противника как в условиях горной местности (для борьбы с курдскими партизанами), так и в городских условиях.
Результатом их работы стала разработка дрона-камикадзе Kargu. После успешного применения дронов-камикадзе Kargu в условиях городских боёв в Африне во время операции Оливковая ветвь, STM продолжила исследования в этой области, которые привели к созданию Alpagu.
В июне 2021 года были проведены успешные испытания Alpagu. Через несколько дней стало известно, что готовится их серийное производство и поставка в ВС Турции.

## Описание
Изначально разрабатывался как чрезвычайно дешёвый способ уничтожения живой силы противника. Низкая стоимость и маленькие размеры Alpagu естественным образом ограничивают его возможности по дальности и времени нахождения в воздухе, а также по массе полезной нагрузки.
Комплекс состоит из беспилотника-камикадзе с фиксированным крылом, пусковой установки и компонентов наземной станции управления.
Навыки STM в области глубокого обучения и больших данных были использованы для разработки алгоритмов искусственного интеллекта и обработки изображений, позволяющих Alpagu перемещаться по видео, а также обнаруживать и классифицировать статические или движущиеся цели, такие как транспортные средства или люди. На нём установлены дневные и тепловизионные оптико-электронные датчики. Имея размах крыльев 1250 мм и длину фюзеляжа 650 мм, Alpagu весит 3,7 кг и может нести полезную нагрузку массой 500—600 граммов, которая в настоящее время представляет собой ручную гранату производства турецкой компании MKEK. Возможны и другие индивидуальные полезные нагрузки.
Систему можно подготовить к запуску менее чем за 45 секунд, а в воздухе она развивает крейсерскую скорость 92 км/ч и максимальную скорость 120 км/ч; Дальность полёта составляет 10 км, продолжительность полёта — 15 минут, максимальная высота над землёй — 400 метров, а оптимальная высота полёта — 150 метров. Как только цель определена, «Alpagu» пикирует на неё, развивая максимальную скорость 130 км/ч, тем самым добавляя кинетическую энергию к энергии взрыва.
Alpagu может эффективно использоваться днём и ночью против неподвижных или движущихся целей с помощью встроенной обработки изображений в режиме реального времени и алгоритмов глубокого обучения, разработанных совместно с национальными учреждениями. Кроме того, дрон оснащён функциями прекращения полёта или самоуничтожения.

## Тактико-технические характеристики
- Масса: 1.9 кг[5]
- Масса боевой части: 0.5-0.6 кг
- Максимальная дальность: 10 км[6]
- Максимальное время нахождения в воздухе: 15 минут
- Максимальная скорость: 120 км/ч
- Мотор: электрический
- Время развёртывания: < 1 минуты